# Lewisuchus
Lewisuchus is een geslacht van uitgestorven archosauriërs dat leefde tijdens het Laat-Trias (Vroeg-Carnien). Als een silesauride dinosauriform was het een lid van de groep reptielen die wordt beschouwd als de naaste verwanten van dinosauriërs. Mogelijk waren het zelfs echte dinosauriërs. Lewisuchus was ongeveer een meter lang. Er zijn fossielen gevonden in de Chañares-formatie in Argentinië. Hij vertoonde osteodermen langs zijn rug.

## Ontdekkingsgeschiedenis
De eerste overblijfselen van Lewisuchus werden ontdekt tijdens een gezamenlijke expeditie van 1964-1965 door het Museo de La Plata en het Museum of Comparative Zoology van Harvard. Deze overblijfselen waren bewaard in een carbonaatknol, gevonden in de Chañares-formatie in Argentinië. Die bevatte een gedeeltelijk skelet van Lewisuchus, inclusief delen van de schedel, hersenpan, veel wervels, scapulocoracoïden, opperarmbeenderen en scheenbeenderen. Een gomphodont en botten van verschillende andere soorten archosauriërs waren ook bewaard in dezelfde knol. Een losse onderkaak en voetbeenderen werden aanvankelijk ook aangeduid als Lewisuchus, maar deze werden later geïdentificeerd als behorend tot proterochampsiden. Dit geldt waarschijnlijk ook voor een sprongbeen dat naast het skelet werd gevonden.
Alfred Romer benoemde Lewisuchus als een nieuw geslacht in 1972, gebaseerd op het gedeeltelijke skelet dat op dat moment wwas opgeslagen in het Museo de La Plata onder het catalogusnummer 64-XI-14-14. De geslachtsnaam eerde Arnold D. Lewis, de hoofdpreparateur die het skelet ontdekte tijdens het werken aan de gevonden knol. Net als veel andere vroege archosauriërs en verwanten van de krokodil, verwijst de naam ook naar Soûchos, de Griekse naam voor de Egyptische krokodillengod Sobek. De soortaanduiding admixtus verwijst naar het mengsel van verschillende soorten bewaard samen met het holotype, dat nu deel uitmaakt van de collectie van het Paleontologisch Museum van de Nationale Universiteit van La Rioja (PULR) onder catalogusnummer PULR 01.

### Pseudolagosuchus
Een andere archosauriër uit de Chañares-formatie werd beschreven in 1987 door Andrea Arcucci. Deze archosauriër was bekend van vier exemplaren die waren opgeslagen in het Miguel Lillo Institute (PVL) van de Universiteit van Tucuman, het PULR, en het Museo Argentino de Ciencias Naturales (MACN). Arcucci benoemde het nieuwe geslacht Pseudolagosuchus met als typesoort Pseudolagosuchus major op basis van deze exemplaren. Het werd oorspronkelijk beschouwd als een naaste verwant van de soort waarnaar zijn naam verwijst, de kleine dinosauriform Lagosuchus. Het holotype PVL 4629 van Pseudolagosuchus omvatte het grootste deel van een linkerachterpoot en bekken, evenals een fragmentarische enkel, wervels en ribben. Andere exemplaren waren PVL 3454 (fragmenten van de heup en het achterbeen), MACN 18954 (wervels en delen van het achterbeen en de enkel) en PULR 53 (staartwervels en botten uit het enkelgebied). Een studie uit 1996 over de oorsprong van dinosauriërs door Fernando Novas plaatste ook een goed bewaard gebleven dijbeen en scheenbeen (ten onrechte aangeduid als UPLR 53) binnen het geslacht, en dit kan ook het geval zijn met PVL 3455, een niet gedetermineerd gedeeltelijk skelet met enkele overeenkomsten met het oorspronkelijk materiaal van Arcucci.
Ondanks dat ze niet veel overlappend materiaal delen, hebben sommige paleontologen voorgesteld dat Pseudolagosuchus major dezelfde diersoort vertegenwoordigde als Lewisuchus admixtus. Als wordt aangetoond dat dit het geval is, zou de naam Lewisuchus voorrang hebben op Pseudolagosuchus omdat hij eerder is benoemd. Arcucci pleitte al in 1997 voor het synoniem maken van de twee. Een studie uit 2010 in Nature door Nesbitt et alii maakte ook een pleidooi voor hun synonymie, aangezien ze ongeveer even groot waren, uit dezelfde plaats en lagen kwamen en beide basale leden leken te zijn van de onlangs benoemde Silesauridae. Veel andere studies ondersteunden deze argumenten, ze soms zelfs als één taxon behandelend in hun fylogenetische analyses. Verschillende achterpoot-, heup- en wervelfossielen (PVL 3456, PULR-V 112 en PULR-V 113) zijn bovendien aan Lewisuchus toegewezen op basis van hun gelijkenis met Pseudolagosuchus-resten. De herbeschrijving van het Lewisuchus-holotype uit 2014 van Bittencourt et alii heeft echter afgezien van een synonymie van de twee vanwege een gebrek aan gegevens, aangezien het enige overlappende materiaal het scheenbeen en een paar halswervels is. Er werden geen eenduidige kenmerken gedeeld tussen deze fragmenten en één scheenbeen dat naar Pseudolagosuchus werd verwezen (Novas' UPLR 53) leek een kromming te hebben die anders was dan die van het holotype van Lewisuchus.
Een nieuw exemplaar van Lewisuchus dat in 2013 werd ontdekt, werd beschreven door Martin Ezcurra et alii in 2019, om het debat over de synonymie te helpen beslechten. Dit nieuwe exemplaar, specimen CRILAR-Pv 552, was een gedeeltelijk skelet met delen van het skelet die voorheen alleen bekend waren bij Lewisuchus (zoals de schedel) of bij Pseudolagosuchus (zoals de heup en achterpoten). Het leverde ook details op van de premaxilla, het binnenoor en de onderste voorpoten, die niet bewaard zijn gebleven bij eerdere overblijfselen. De individuele botten van CRILAR-Pv 552 waren in wezen identiek aan hun tegenhangers in Lewisuchus- en Pseudolagosuchus-specimina, wat dwingend bewijs levert dat Pseudolagosuchus naar dezelfde soort reptiel als Lewisuchus verwees, en Lewissuchus admixtus vaststelde als de geldige naam voor alle fossielen waarnaar eerder werd verwezen met beide namen.

## Beschrijving
Lewisuchus is 125 centimeter lang bij een gewicht van tweeënhalve kilogram.
De kop is groot en zeer langwerpig. De tweede teen is langer dan de derde teen. De armen zijn korter dan de achterpoten wat erop wijst dat het een tweevoeter was.